# Пінху
Пінху (кит. спр. 平湖市, піньїнь: Pínghú Shì) — місто-повіт у центральнокитайській провінції Чжецзян, складова міста Цзясін.

## Географія
Пінху розташовується на висоті близько 5 метрів над рівнем моря у східній частині префектури на березі затоки Ханчжоу.

### Клімат
Місто знаходиться у зоні, котра характеризується вологим субтропічним кліматом. Найтепліший місяць — липень із середньою температурою 28,3 °C. Найхолодніший місяць — січень, із середньою температурою 4,2 °С.
| Клімат Пінху            | Клімат Пінху | Клімат Пінху | Клімат Пінху | Клімат Пінху | Клімат Пінху | Клімат Пінху | Клімат Пінху | Клімат Пінху | Клімат Пінху | Клімат Пінху | Клімат Пінху | Клімат Пінху | Клімат Пінху |
| Показник                | Січ.         | Лют.         | Бер.         | Квіт.        | Трав.        | Черв.        | Лип.         | Серп.        | Вер.         | Жовт.        | Лист.        | Груд.        | Рік          |
| Середній максимум, °C   | 8            | 9,6          | 13,2         | 18,7         | 23,9         | 27,3         | 31,8         | 31,3         | 27,5         | 22,7         | 17           | 10,9         | 20,2         |
| Середня температура, °C | 4,2          | 5,8          | 9,3          | 14,7         | 20           | 23,9         | 28,3         | 28           | 23,7         | 18,3         | 12,6         | 6,4          | 16,3         |
| Середній мінімум, °C    | 0,9          | 2,6          | 6            | 11,2         | 16,7         | 21,3         | 25,5         | 25,2         | 20,4         | 14,4         | 8,5          | 2,6          | 12,9         |
| Норма опадів, мм        | 68.5         | 73.8         | 119.6        | 101.3        | 111.1        | 182.5        | 154.6        | 156          | 132.6        | 62.7         | 61.2         | 45.8         | 1269.7       |
| Вологість повітря, %    | 80           | 79           | 80           | 79           | 79           | 84           | 81           | 81           | 83           | 81           | 80           | 78           | 80.4         |
| ----------------------- | ------------ | ------------ | ------------ | ------------ | ------------ | ------------ | ------------ | ------------ | ------------ | ------------ | ------------ | ------------ | ------------ |
| Джерело: data.cma.cn    |              |              |              |              |              |              |              |              |              |              |              |              |              |